# اللائحة الأسبوعية للألبومات الأعلى مبيعا في المملكة المتحدة

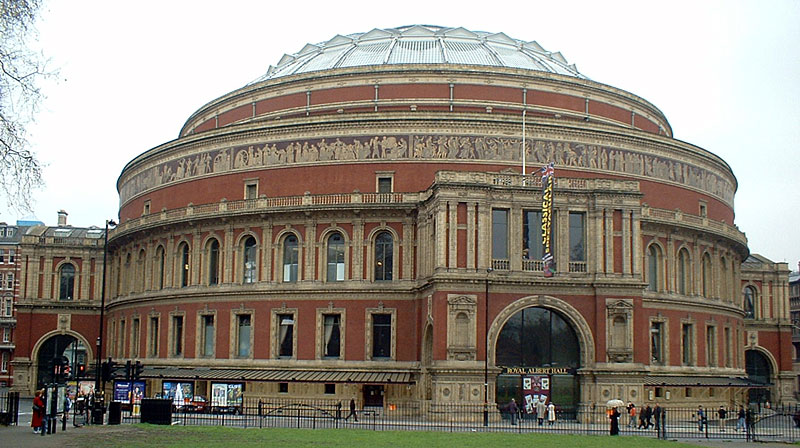

اللائحة الأسبوعية للألبومات الأعلى مبيعًا في المملكة المتحدة (بالإنجليزية: UK Albums Chart)‏ هي قائمة بالألبومات يجري الترتيب فيها من حيث مبيعات الموسيقى المادية والرقمية وأيضاً. منذ مارس 2015 أصبحت ترتب من حيث البث الحي الموسيقي في المملكة المتحدة، يجري الترتيب بشكل أسبوعي وذلك بواسطة شركة أو سي سي Official Charts Company؛ ويُبَث الترتيب يوم الأحد على راديو بي بي سي 1 (ترتيب أفضل 40 ألبوم). ويُنشر الترتيب أيضًا في مجلة الموسيقى Music Week  (ترتيب أفضل 75 ألبوم)، وعلى موقع أو سي سي (ترتيب أفضل 100 ألبوم) ومجلة وعلى مجلة UKChartsPlus (ترتيب أفضل 200 ألبوم).

## روابط خارجية
- الموقع الرسمي
 أفضل 100
- Music Week  أفضل 75
- UK Charts Plus Top 200
- EveryHit.com - أرشيف Top 40 albums
- The UK Top 40 Compilation Albums  على بي بي سي عبر الإنترنت